# 브레이븐
《브레이븐》(영어: Braven)은 2018년 개봉한 미국과 캐나다의 액션 스릴러 영화이다. 린 우딩이 감독을, 토머스 파 시빗이 각본을 맡았다. 미국에서는 2018년 2월 2일에, 대한민국에서는 2018년 9월 13일에 개봉되었다.

## 줄거리
평범한 일상을 보내던 가장 조(제이슨 모모아 분)는 아버지 린든의 병세가 악화되자 부자의 추억이 깃든 산장을 찾지만 창고엔 엄청난 양의 마약이 숨겨져 있고, 딸 샬럿까지 몰래 차에 숨어서 산장까지 따라 온 상황. 여기에 마약을 찾으러 온 무장 괴한의 습격까지 받게 되는데....

## 출연진
- 제이슨 모모아 - 조 브레이븐 역
- 개릿 딜러헌트 - 캐슨 역
- 스티븐 랭 - 린든 브레이븐 역
- 질 와그너 - 스테퍼니 브레이븐 역
- 사샤 로소프 - 샬럿 브레이븐 역
- 티치 그랜트 - 에싱턴 역
- 잔 매클라넌 - 핼릿 역
- 프레이저 에이치슨 - 클레이 역
- 살라 베이커 - 젠트리 역
- 브렌던 플레처 - 웨스턴 역

## 기타 제작진
- 공동 제작: 롭 블래키, 브라이언 멘도자